# 16022 Вісснерґросс
16022 Вісснерґросс (16022 Wissnergross) — астероїд головного поясу, відкритий 10 лютого 1999 року.
Тіссеранів параметр щодо Юпітера — 3,528.